# Udział Polaków w walkach i konwojach na Morzu Barentsa

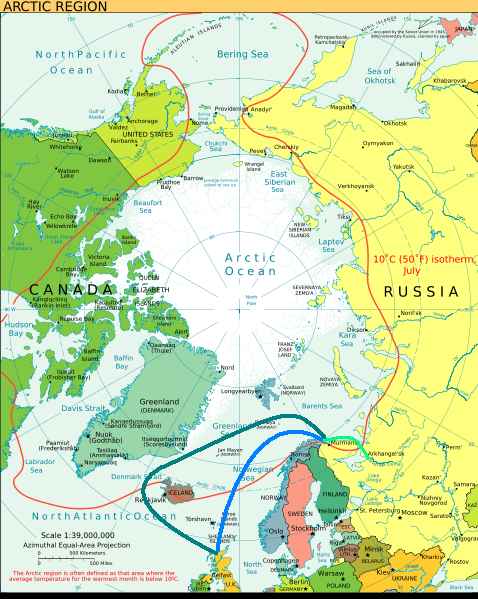
Trasy konwojów arktycznych na północnym Atlantyku, Morzu Norweskim i Morzu Barentsa do portu w Murmańsku

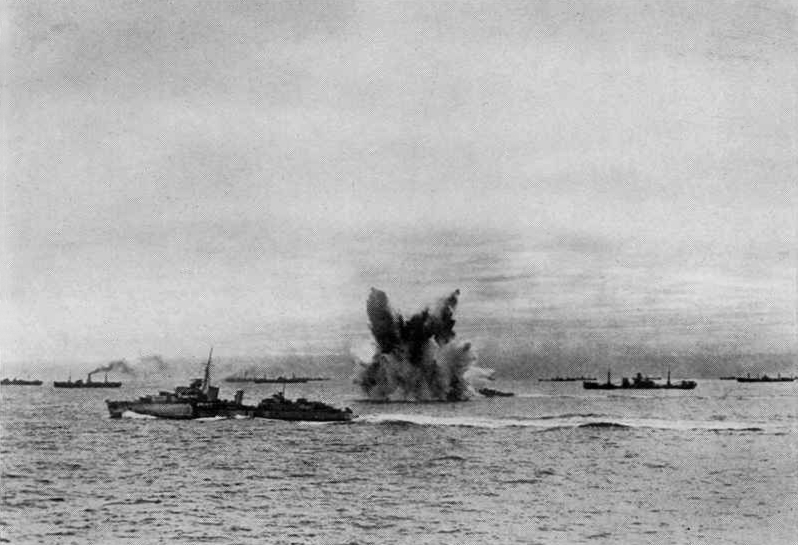
Wybuch bomby rzuconej przez bombowiec Junkers Ju 88 podczas niemieckiego ataku lotniczego na konwój PQ-18 zmierzającego do portu w Murmańsku, 14 września 1942

Udział Polaków w walkach i konwojach na Morzu Barentsa (1941–1945)

## Tło sytuacyjne
Po rozpoczęciu II wojny światowej już w 1940 brytyjski premier Winston Churchill zwrócił się do Stanów Zjednoczonych o przekazanie nieodpłatnie kilku kontrtorpedowców. W 1941 Churchill poprosił o sprzedaż kilkunastu tysięcy samolotów. 11 marca 1941 prezydent Franklin Delano Roosevelt podpisał Lend-Lease Act. Po przystąpieniu Związku Radzieckiego do wojny po stronie aliantów, już 12 sierpnia 1941 USA i Wielka Brytania zaproponowały ZSRR wsparcie w materiale wojennym (dostawa czołgów i samolotów amerykańskich). 21 sierpnia z Reykjavíku wyszedł pierwszy konwój morski 48 samolotów myśliwskich Hawker Hurricane. Konwój eskortowały jeden lotniskowiec i dwa niszczyciele. Od września zaczęły płynąć regularne dostawy. Płynęły tzw. konwoje murmańskie (lub arktyczne), transportujące sprzęt wojenny w ramach pomocy Lend-Lease do portów północnej Rosji: Murmańska i Archangielska. Konwoje do ZSRR i z powrotem oznaczane były odpowiednio kryptonimami PQ i QP, później JW i RA, z kolejnymi numerami. Pierwsze siedem konwojów w 1941 (Dervish, PQ-1, PQ-6) dopłynęło jeszcze bez strat, później głównym zagrożeniem stały się okręty podwodne i lotnictwo. Konwoje szły przez Kanał Panamski i Pacyfik, do Władywostoku (10,5 tysiąca mil morskich), przez Przylądek Dobrej Nadziei, Ocean Indyjski do portów Ormus i Basra w Zatoce Perskiej (13 tysięcy mil morskich), a dalej do Murmańska i Archangielska. W lutym 1942 niemieckim okrętom liniowym udało się wydostać z Brestu, od tego czasu miały stać się potencjalnym zagrożeniem dla tych konwojów. Konwoje te były szczególnie niebezpieczne, wpływały na to trudne warunki żeglugi w warunkach arktycznych, brak zabezpieczenia lotniczego i duża aktywność niemieckiej floty i lotnictwa, posiadających dogodne bazy w północnej Norwegii. 12 grudnia 1941 w rejon wyszły pancerniki niemieckie „Tirpitz”, „Scharnhorst”, „Gneisenau” i „Prinz Eugen”. Ciężkie walki podczas operacji konwojowych toczyły się w 1942, szczególnie słynne stały się konwoje PQ-13, PQ-16 i PQ-17. Ogółem w latach 1941–1945 wysłano tą trasą 40 konwojów do ZSRR, liczących łącznie 811 statków transportowych, które przewiozły miliony ton uzbrojenia i zaopatrzenia. Konwojów powrotnych, na zachód, było 36. Z 811 jednostek zatopiono 58 (7,15% – dane brytyjskie), z tego (dane niemieckie): U-Booty – 39–41, 36 Luftwaffe, 3 okręty nawodne, 5 zostało zatopione na własnych polach minowych. Konwojami przez Archangielsk i Murmańsk przeszło 22,7% dostaw państw anglosaskich do ZSRR. ZSRR otrzymał 427 tysięcy samochodów, 14 975 samolotów, 12 tysięcy czołgów, 9 tysięcy dział, sprzęt łączności, 5 milionów ton żywności, paliwa, surowce (miedź, aluminium, kauczuk). W latach 1941–1942 trasa zimowa – z północy Szkocji przez Morze Norweskie, Morze Barentsa do Archangielska – trwała 10 dni, trasa letnia – prowadząca na zachód od Islandii przez Morze Grenlandzkie, Morze Barentsa (powyżej Wyspy Niedźwiedziej) – 15 dni. Zasięgiem lotnictwa z Szetlandów i Islandii konwoje były objęte tylko przez cztery dni.
Największe straty wśród konwojów miały miejsce w 1942; przełom 1942/1943 to ciężkie bitwy konwojowe na wodach północnych (m.in. bitwa brytyjsko-niemiecka). Od tego momentu szala zwycięstwa zaczęła przechylać się na korzyść aliantów, osiągnięto to m.in. dzięki zwiększeniu sił eskorty, wprowadzeniu lekkich okrętów eskortowych: fregat, korwet, niszczycieli eskortowych, zwiększeniu roli lotnictwa i liczby lotniskowców eskortowych, zastosowaniu radaru i nowych typów broni do walki z okrętami podwodnymi, jak miotacze min Hedgehog. Od września 1942 częściową osłonę konwojów wzięło lotnictwo sowieckie.

## Udział Polaków
W działaniach konwojowych przez Morze Barentsa aktywny udział wzięły jednostki Polskiej Marynarki Wojennej i Polskiej Marynarki Handlowej. W konwojach uczestniczyły: statki handlowe SS Tobruk (konwoje PQ-13, PQ-14, SL-178), okręty wojenne: ORP „Garland”, ORP „Jastrząb”, „Piorun”, „Orkan”. W obronie konwojów okręty polskie toczyły walki morskie. Niszczyciel ORP „Garland” eskortował PQ-16, odpierając 26–27 maja 1942 ciężkie ataki lotnictwa. W czasie walk stracił 25 marynarzy i miał 43 rannych. Niemieckie samoloty Ju-88 atakujące konwój zrzuciły na niszczyciel 7 bomb 250 kg, z których cztery eksplodowały 10 metrów od okrętu. Zginęły załogi dział 1 i 2 i obsługa działa przeciwlotniczego. W wyniku pożaru eksplodowała amunicja. ORP Garland odparł osiem ataków niemieckich. Mimo to niszczyciel pozostał w eskorcie. Dopiero 28 maja wieczorem poprosił o pozwolenie udania się do Murmańska z rannymi. W porcie 32 polskich marynarzy trafiło do szpitala (4 z nich zmarło). 22 poległych pochowano w Murmańsku. Za walki w tym konwoju 8 marynarzy zostało odznaczonych krzyżami Virtuti Militari, 117 Krzyżami Walecznych (w tym 23 pośmiertnie).
Okręt podwodny „Jastrząb” – P-551, patrolujący akwen w rejonie trasy konwoju murmańskiego został pomyłkowo zatopiony przez okręty alianckie ochraniające konwój PQ-15. ORP Jastrząb w pierwszym patrolu pod polską banderą 2 maja około godziny 20:00, w czasie ataków niemieckich okrętów podwodnych na konwój, został przyjęty za U-Boota, rozstrzelany przez brytyjski kontrtorpedowiec „St. Albans” i brytyjski trałowiec „Seagull” i poszedł na dno. Śmierć poniosło 4 marynarzy. Statki i okręty w konwojach północnych oprócz nieprzyjaciela musiały stawiać czoło arktycznym sztormom i górom lodowym.
Działania marynarzy polskich w konwojach i bitwach morskich na Morzu Barentsa zostały upamiętnione na Grobie Nieznanego Żołnierza w Warszawie, napisem na jednej z tablic po 1990 „MORZE BARENTSA 20 VII 1941 – 10 I 1944”.